# 엘렉트라 (2005년 영화)
《엘렉트라》(영어: Elektra)는 2005년 개봉한 캐나다와 미국의 슈퍼히어로 영화이다. 마블 코믹스의 등장인물 엘렉트라를 주인공으로 한 영화이며, 2003년작 《데어데블》의 스핀오프 작품이다. 롭 보먼 감독이 연출했고, 제니퍼 가너가 《데어데블》에 이어 엘렉트라 역을 연기한다. 이외에 테런스 스탬프, 고란 비슈니치, 윌 윤 리 등이 출연한다.

## 줄거리
암살자 엘렉트라는 죽음에서 되살아난 후, 스승 스틱에게 고대 무술 '키마구레'를 배운다. 이 무술은 미래를 예측하고 죽은 자를 되살리는 능력을 주지만, 분노와 두려움을 극복하지 못한 엘렉트라는 훈련소에서 쫓겨나 계약 살인 청부업자가 된다.
어느 날, 엘렉트라는 익명의 의뢰인으로부터 파격적인 제안을 받고, 섬에서 암살을 준비하던 중 소녀 애비와 그녀의 아버지 마크를 만난다. 그들에게 호감을 느낀 엘렉트라는 그들이 자신의 암살 목표임을 알게 되고, 결국 그들을 살려준다. 하지만 닌자 용병 조직 '핸드'가 그들을 쫓기 시작하고, 엘렉트라는 어쩔 수 없이 마크와 애비를 보호하게 된다.
엘렉트라는 핸드의 공격을 막아내며 스틱에게 도움을 청하지만, 스틱은 그녀에게 스스로 싸워야 한다고 말한다. 엘렉트라 일행은 핸드의 암살자들과 싸우면서 도망치지만, 결국 애비가 납치당한다. 스틱은 애비가 '보물'이며, 엘렉트라 자신도 과거에 '보물'이었다는 사실을 알려준다. 핸드가 '보물'을 이용하려 한다는 것을 알게 된 엘렉트라는 애비를 되찾기 위해 핸드의 수장 키리기에게 결투를 신청한다.
과거 엘렉트라의 어머니를 죽인 악마가 키리기였음을 깨달은 엘렉트라는 그와 격렬하게 싸우지만 패배한다. 애비의 도움으로 잠시 시간을 벌고 도망치지만 애비는 다시 붙잡히고 독살당한다. 절망에 빠진 엘렉트라는 마침내 분노를 극복하고 '키마구레'를 사용해 애비를 되살려낸다.
모든 싸움을 끝낸 엘렉트라는 마크와 작별 인사를 하고, 애비에게 평범한 삶을 살라고 조언한다. 스승 스틱과의 짧은 대화 후, 엘렉트라는 다시 홀로 떠난다.

## 배역
- 제니퍼 가너/로라 워드(아역) - 엘렉트라 나치오스 역
- 테런스 스탬프 - 스틱 역
- 고란 비슈니치 - 마크 밀러 역
- 커스틴 프라우트 - 애비 밀러 역
- 윌 윤 리 - 키리기 역
- 케리히로유키 다가와 - 로시 역
- 콜린 커닝햄 - 매케이브 역
- 히로 가나가와 - 메이즈미역
- 나타시아 말테 - 타이포이드 역
- 밥 샙 - 스톤 역
- 크리스 애커먼 - 타투 역
- 에디슨 T. 리베이로 - 킨코 역
- 야나 미출라 - 엘렉트라의 어머니 역
- 커트 맥스 런테이 - 니콜라스 나치오스 역
- 제이슨 아이작스 - 더마코 역
- 벤 애플렉 - 맷 머독 / 데어데블 역(삭제 장면)